# NGC 2227
NGC 2227 (również PGC 19030) – galaktyka spiralna z poprzeczką (SBc), znajdująca się w gwiazdozbiorze Wielkiego Psa. Odkrył ją 27 stycznia 1835 roku John Herschel.
W galaktyce tej zaobserwowano supernową SN 1986O.